# Joseph Benda
Joseph Benda (Alt-Benatek, Bohèmia, 7 de maig, 1724 - Berlín, 22 de febrer, 1804), va ser un músic bohemi de la família de músics Benda.

## Biografia
Joseph Benda va ser el cinquè fill del teixidor de lli i músic Hans Georg Benda i la seva dona Dorothea (1686–1762), de soltera Brixi, filla del cantor del poble Franz Xaver Brixi a Skalsko. Els germans grans de Benda, František i Jan, ja eren violinistes a l'orquestra de la cort de Frederic el Gran quan sel va presentar als quarters d'hivern al castell de Lissa el 1742 durant la Primera Guerra de Silèsia. Immediatament va enviar Joseph, de 18 anys, a Potsdam per a una formació posterior, on František havia de proporcionar una formació musical addicional, i el mateix any Joseph Benda va ser acceptat a l'orquestra de la cort com a violinista. A través de la mediació de Frederic el Gran, els pares, que estaven oprimits per motius religiosos, també van poder traslladar-se de Bohèmia a Potsdam el 1742 amb els seus fills Viktor (que havien dirigit un negoci de teixit de lli juntament amb el seu pare, que es va reprendre el barri bohemi de Potsdam) i Georg Anton i Anna Franziska.
Joseph Benda Amanuensis (diputat, "mà dreta") va esdevenir el concertista del seu germà, František, que a poc a poc va emmalaltí, després de la seva mort el 1786, Joseph fou el seu successor. El va succeir al càrrec el 1802 el seu nebot Carl, el fill petit de František. Joseph Benda va ser, entre altres coses, amic de Johann Philipp Kirnberger, en la correspondència del qual se l'esmentava sovint. El periodista musical Charles Burney va descriure diverses trobades amb Joseph Benda a Berlín.
Benda es va comprometre amb els anomenats concerts del romanticisme fundats pel seu fill gran ben entrat la seva vellesa i va fer un concert festiu a la tradicional Sala Còrsega davant del castell de Monbijou el 22 de desembre de 1793 com a part de les extenses celebracions amb motiu de la entrada de la princesa heredera Lluïsa. Joseph Benda vivia amb la seva família a Brüderstraße 19 a l'església de Sant Pere, en el registre de la qual es registra la seva mort el 22 de febrer de 1804. Els dos fills Johann Johann Friedrich (1749–1785) i Carl Friedrich (1754–1816) també van ser violinistes a l'orquestra de la cort reial, i els seus padrins eren membres de la família reial.

## Obres (fins on se sap)
- Études de violon ou caprices (juntament amb František Benda)
- Sonata en la major per a violí i baix[5]